# Persone di nome Takashi
| Questa pagina contiene informazioni ricavate automaticamente dalle voci biografiche con l'ausilio del template Bio e di un bot. L'aggiornamento è periodico e automatico e ricostruisce completamente la pagina. Se manca una persona in questa lista, sei pregato di non aggiungerla, ma accertati piuttosto che la sua voce biografica contenga il template Bio e che i dati anagrafici siano correttamente compilati. Se il template Bio manca, inseriscilo tu stesso o, in alternativa, metti l'avviso {{tmp\|Bio}} che ne segnala la mancanza. Se i dati riportati sono sbagliati, correggi direttamente la voce biografica; le modifiche saranno visibili in questa lista entro pochi giorni. Per chiarimenti vedi il progetto antroponimi. La lista contiene solo le 71 persone che sono citate nell'enciclopedia e per le quali è stato implementato correttamente il template Bio. Pagina aggiornata al 16 ott 2024. |

Questa è una lista di persone presenti nell'enciclopedia che hanno il prenome Takashi, suddivise per attività principale.

## Allenatori di calcio(3)
- Takashi Sekizuka, allenatore di calcio e ex calciatore giapponese (Funabashi, n. 1960)
- Takashi Shimoda, allenatore di calcio e ex calciatore giapponese (Hiroshima, n. 1975)
- Takashi Yamahashi, allenatore di calcio e ex calciatore giapponese (Sapporo, n. 1972)

## Altisti(1)
- Takashi Etō, altista giapponese (Suzuka, n. 1991)

## Animatori(1)
- Takashi Watanabe, animatore e character designer giapponese (n. 1957)

## Artisti(1)
- Takashi Murakami, artista, scultore e pittore giapponese (Tokyo, n. 1962)

## Astronomi(2)
- Takashi Hasegawa, astronomo giapponese
- Takashi Mizuno, astronomo giapponese (n. 1955)

## Attori(8)
- Takashi Kashiwabara, attore e musicista giapponese (Kōbe, n. 1977)
- Takashi Matsuyama, attore e doppiatore giapponese (Tokyo, n. 1960)
- Takashi Naito, attore e doppiatore giapponese (Osaka, n. 1955)
- Takashi Sasano, attore giapponese (Taga, n. 1948)
- Takashi Shimura, attore giapponese (Ikuno, n. 1905 - Tokyo, † 1982)
- Takashi Sorimachi, attore giapponese (Saitama, n. 1973)
- Takashi Ukaji, attore giapponese (Tokyo, n. 1962)
- Ren Ōsugi, attore giapponese (Komatsushima, n. 1951 - Tokyo, † 2018)

## Biologi(1)
- Takashi Gojobori, biologo e genetista giapponese (Fukuoka, n. 1951)

## Calciatori(19)
- Takashi Amano, ex calciatore giapponese (Yokohama, n. 1986)
- Takashi Fukunishi, ex calciatore giapponese (Ehime, n. 1976)
- Takashi Hirano, ex calciatore giapponese (Shizuoka, n. 1974)
- Takashi Inui, calciatore giapponese (Ōmihachiman, n. 1988)
- Takashi Kanai, ex calciatore giapponese (Tokyo, n. 1990)
- Takashi Kano, calciatore giapponese (Tokyo, n. 1920 - † 2000)
- Takashi Kasahara, calciatore giapponese (n. 1918)
- Takashi Kawanishi, calciatore giapponese
- Takashi Kitano, ex calciatore giapponese (Hokkaidō, n. 1982)
- Takashi Kiyama, ex calciatore giapponese (Prefettura di Hyōgo, n. 1972)
- Takashi Miki, ex calciatore giapponese (Kanagawa, n. 1978)
- Takashi Mizuno, ex calciatore giapponese (n. 1931)
- Takashi Mizunuma, ex calciatore giapponese (Prefettura di Saitama, n. 1960)
- Takashi Nagata, ex calciatore giapponese (Prefettura di Chiba, n. 1972)
- Takashi Rakuyama, ex calciatore giapponese (Prefettura di Toyama, n. 1980)
- Takashi Sawada, calciatore giapponese (Kikuyō, n. 1991)
- Takashi Takabayashi, calciatore giapponese (Prefettura di Saitama, n. 1931 - † 2009)
- Takashi Uchino, calciatore giapponese (Chiba, n. 2001)
- Takashi Usami, calciatore giapponese (Nagaokakyō, n. 1992)

## Cestisti(2)
- Takashi Itoyama, cestista giapponese (n. 1932 - † 1983)
- Takashi Masuda, ex cestista giapponese (Shizuoka, n. 1940)

## Ciclisti su strada(1)
- Takashi Miyazawa, ex ciclista su strada giapponese (Nagano, n. 1978)

## Direttori della fotografia(1)
- Tak Fujimoto, direttore della fotografia statunitense (San Diego, n. 1939)

## Doppiatori(4)
- Takashi Aoyagi, doppiatore giapponese (Chiba, n. 1961)
- Banjō Ginga, doppiatore giapponese (Kōfu, n. 1948)
- Takashi Kondō, doppiatore giapponese (Okazaki, n. 1979)
- Takeshi Watabe, doppiatore e attore giapponese (Prefettura di Kōchi, n. 1936 - † 2010)

## Fotografi(1)
- Takashi Amano, fotografo, naturalista e designer giapponese (Niigata, n. 1954 - Niigata, † 2015)

## Fumettisti(3)
- Takashi Nemoto, fumettista e illustratore giapponese (Tokyo, n. 1958)
- Takashi Okazaki, fumettista giapponese (Prefettura di Kanagawa, n. 1974)
- Yudetamago, fumettista giapponese (Osaka, n. 1960)

## Ginnasti(2)
- Takashi Mitsukuri, ex ginnasta giapponese (Toyama, n. 1939)
- Takashi Ono, ex ginnasta giapponese (Noshiro, n. 1931)

## Informatici(1)
- Takashi Tezuka, programmatore e autore di videogiochi giapponese (Osaka, n. 1960)

## Karateka(1)
- Takashi Katada, karateka giapponese (n. 1981)

## Lottatori(3)
- Takashi Hirata, lottatore giapponese (Tokyo, n. 1936)
- Takashi Irie, ex lottatore giapponese (n. 1958)
- Takashi Kobayashi, ex lottatore giapponese (n. 1963)

## Medici(1)
- Takashi Paolo Nagai, medico e scrittore giapponese (Matsue, n. 1908 - Nagasaki, † 1951)

## Militari(1)
- Taku Mikami, militare e attivista giapponese (Saga, n. 1905 - Izu, † 1971)

## Nuotatori(3)
- Takashi Ishimoto, nuotatore giapponese (Kōchi, n. 1935 - Kōchi, † 2009)
- Takashi Yamamoto, ex nuotatore giapponese (Osaka, n. 1978)
- Takashi Yokoyama, nuotatore giapponese (Kōchi, n. 1913 - Kōchi, † 1945)

## Pallanuotisti(1)
- Takashi Yokoyama, ex pallanuotista giapponese (n. 1940)

## Piloti motociclistici(1)
- Takashi Akita, pilota motociclistico giapponese (Kanagawa, n. 1974)

## Poeti(1)
- Takashi Hiraide, poeta, scrittore e critico letterario giapponese (Moji, n. 1950)

## Politici(1)
- Hara Takashi, politico giapponese (Morioka, n. 1856 - Tokyo, † 1921)

## Registi(6)
- Takashi Ishii, regista, sceneggiatore e fumettista giapponese (Sendai, n. 1946 - Tokyo, † 2022)
- Takashi Itô, regista e fotografo giapponese (Fukuoka, n. 1956)
- Takashi Miike, regista, sceneggiatore e attore giapponese (Yao, n. 1960)
- Takashi Nomura, regista, direttore della fotografia e attore giapponese (Tokyo - † 2015)
- Takashi Shimizu, regista e sceneggiatore giapponese (Maebashi, n. 1972)
- Takashi Yamazaki, regista e sceneggiatore giapponese (Matsumoto, n. 1964)

## Scrittori(1)
- Takashi Yanase, scrittore giapponese (Tokyo, n. 1919 - Tokyo, † 2013)